# The Ultimate Fighter 1
 (juin 2024).
La mise en forme du texte ne suit pas les recommandations de Wikipédia : il faut le « wikifier ».
Les points d'amélioration suivants sont les cas les plus fréquents. Le détail des points à revoir est peut-être précisé sur la page de discussion.
- Les titres sont pré-formatés par le logiciel. Ils ne sont ni en capitales, ni en gras.
- Le texte ne doit pas être écrit en capitales (les noms de famille non plus), ni en gras, ni en italique, ni en « petit »…
- Le gras n'est utilisé que pour surligner le titre de l'article dans l'introduction, une seule fois.
- L'italique est rarement utilisé : mots en langue étrangère, titres d'œuvres, noms de bateaux, etc.
- Les citations ne sont pas en italique mais en corps de texte normal. Elles sont entourées par des guillemets français : « et ».
- Les listes à puces sont à éviter, des paragraphes rédigés étant largement préférés. Les tableaux sont à réserver à la présentation de données structurées (résultats, etc.).
- Les appels de note de bas de page (petits chiffres en exposant, introduits par l'outil «  Source ») sont à placer entre la fin de phrase et le point final[comme ça].
- Les liens internes (vers d'autres articles de Wikipédia) sont à choisir avec parcimonie. Créez des liens vers des articles approfondissant le sujet. Les termes génériques sans rapport avec le sujet sont à éviter, ainsi que les répétitions de liens vers un même terme.
- Les liens externes sont à placer uniquement dans une section « Liens externes », à la fin de l'article. Ces liens sont à choisir avec parcimonie suivant les règles définies. Si un lien sert de source à l'article, son insertion dans le texte est à faire par les notes de bas de page.
- La présentation des références doit suivre les conventions bibliographiques. Il est recommandé d'utiliser les modèles {{Ouvrage}}, {{Chapitre}}, {{Article}}, {{Lien web}} et/ou {{Bibliographie}}. Le mode d'édition visuel peut mettre en forme automatiquement les références.
- Insérer une infobox (cadre d'informations à droite) n'est pas obligatoire pour parachever la mise en page.

Pour une aide détaillée, merci de consulter Aide:Wikification.
Si vous pensez que ces points ont été résolus, vous pouvez retirer ce bandeau et améliorer la mise en forme d'un autre article.
Chronologie
The Ultimate Fighter: Team Hughes vs. Team Franklin
La première saison de The Ultimate Fighter (plus tard renommée en The Ultimate Fighter 1) a été diffusée pour la première fois le 17 janvier 2005. Seize combattants d'arts martiaux mixtes (huit poids mi-lourds pesant de 186 à 205 lb et huit poids moyens pesant de 171 à 185 lb) ont été invités à participer à l'émission dans laquelle ils résidaient ensemble et s'entraînaient dans deux équipes distinctes, dirigées par les combattants de l'UFC Chuck Liddell et Randy Couture. Les équipes se sont affrontées dans des défis physiques, chacune animées par la chanteuse Willa Ford, afin de désigner ceux qui avaient le droit de mettre comme adversaire un de ses combattants avec un combattant adverse de leur choix, dans la même catégorie de poids, le perdant étant éliminé.
La finale a été diffusée en direct le 9 avril 2005, où les deux finalistes de chaque catégorie de poids se sont affrontés pour obtenir un contrat avec l'Ultimate Fighting Championship. Il s'agissait de la première diffusion gratuite en direct de l'UFC sur une télévision, et elle a obtenu une note globale très impressionnante de 1,9. La série a également été diffusée au Royaume-Uni, au printemps 2005 sur la chaîne Bravo. Un coffret The Ultimate Fighter de 5 DVDs est sorti le 1er novembre 2005.

## Casting

### Entraîneurs
- Chuck Liddell, entraîneur principal de l'équipe bleue.
- Randy Couture, entraîneur principal de l'équipe verte.
- Marc Laimon, entraîneur de Grappling.
- Ganyao Fairtex, entraîneur de boxe thaïlandaise.
- Peter Welch, entraîneur de boxe.

### Combattants
Équipes initiales.
- Poids lourds-légers :
  - Équipe Liddell : Bobby Southworth, Sam Hoger, Forrest Griffin, Alex Schoenauer
  - Équipe Couture : Stephan Bonnar, Mike Swick, Lodune Sincaid, Jason Thacker[4]
- Poids moyens :
  - Équipe Liddell : Josh Koscheck, Diego Sanchez, Kenny Florian, Josh Rafferty
  - Équipe Couture : Nathan Quarry, Chris Leben, Alex Karalexis, Chris Sanford

### Autres
- Hôtes : Dana White, Willa Ford
- Narrateur : Mike Rowe

## Épisodes

### Épisode 1: "La Quête Commence" (The Quest Begins, 17 janvier 2005)
- Les 16 combattants sont conduits à l'UFC Training Center de Las Vegas, où ils rencontrent Willa Ford, Dana White et les entraîneurs Randy Couture et Chuck Liddell.
- À la maison, Chris Leben bois sans s'arrêter, commence à se moquer de Jason Thacker et donne des surnoms aux gens.
- À 2h00, alors que Thacker est sous la douche, Leben décide d'uriner sur l'oreiller de son coéquipier, sans qu'il s'en aperçoive.
- Les combattants sont réveillés à 5h00 par Couture et Liddell, et le premier jour d'entraînement s'avère trop difficile pour près de la moitié des combattants.
- Pendant l'entraînement de jiu jitsu, Nathan Quarry se coupe le menton après avoir réussi une amenée au sol.
- Après le deuxième jour d'entraînement, Thacker parle à Couture et dit que l'entraînement est trop intense pour lui, mais Couture le persuade de rester et d'essayer de terminer l'entraînement.
- Le 4e jour, tout le monde est prêt pour faire des sparrings, sauf Thacker, à cause de l'entraînement. Bobby Southworth et Lodune Sincaid décident alors de le convaincre de les accompagner, disant qu'ils ont besoin de lui et qu'il fait partie de l'équipe.
- Pendant que Forrest Griffin et Stephan Bonnar s'entraînent, Griffin donne accidentellement un coup de tête à Bonnar, ce qui nécessite des points de suture.
- Les équipes des poids lourds-légers et des poids moyens sont choisies par les entraîneurs Liddell et Couture :

| Entraîneur | 1er choix        | 2nd choix     | 3e choix       | 4e choix   | 5e choix        | 6e choix       | 7e choix        | 8e choix      |
| ---------- | ---------------- | ------------- | -------------- | ---------- | --------------- | -------------- | --------------- | ------------- |
| Liddell    | Bobby Southworth | Josh Koscheck | Diego Sanchez  | Sam Hoger  | Forrest Griffin | Kenny Florian  | Alex Schoenauer | Josh Rafferty |
| Couture    | Nathan Quarry    | Chris Leben   | Stephan Bonnar | Mike Swick | Lodune Sincaid  | Alex Karalexis | Chris Sanford   | Jason Thacker |

### Épisode 2: "Défis d'Équipe" (Team Challenges, 24 janvier 2005)
- Diego Sanchez et Stephan Bonnar se disputent pour des asperges, car Sanchez a mangé les têtes des asperges et a laissé les tiges au réfrigérateur.
- L'Équipe Liddell remporte le premier défi des poids lourds-légers.
- Plus tard dans la nuit, Lodune Sincaid fait des blagues sur le fait d'être homosexuel, comme s'habiller en robe.
- Jason Thacker est renvoyé chez lui par Couture.
- Chris Leben et Sincaid continuent de boire et commencent à déranger les gens. Plus tard, Leben, ivre, décide de sauter par-dessus le mur et de trouver un téléphone public pour appeler quelqu'un.
- Le lendemain matin, à l'entraînement, Couture découvre l'incident et Leben et Sincaid s'excusent pour leurs actes.
- L'équipe Liddell remporte le premier défi des poids moyens.
- Chris Sanford est renvoyé chez lui par Couture.

### Épisode 3: "Faire Le Poids" (Making Weight, 31 janvier 2005)
- Alex Schoenauer remporte le défi des poids lourds-légers. Bobby Southworth arrive dernier et sera obligé de se battre lors du combat éliminatoire.
- L'équipe Liddell choisit Lodune Sincaid pour combattre Southworth.
- Southworth doit perdre 20lb (9kg) en 24 heures, avec l'aide de Josh Koscheck et Liddell, mais il arrive à la pesée à 208lb (94,3kg). La Nevada State Athletic Commission donne alors à Southworth 2 heures pour perdre 2lb (0,9kg), et il parvient finalement à atteindre les 206lb (93,4kg).
- Southworth décrit sa perte de poids comme un « pur enfer ».
- Bobby Southworth bat Lodune Sincaid par KO (coups de poing) à 0:12 du deuxième round.

### Épisode 4: "Sur Un Fil" (On The Ropes, 7 février 2005)
- Alex Schoenauer est donné à l'Équipe Couture afin de rééquilibrer les équipes.
- L'Équipe Liddell remporte le défi des poids moyens et l'opportunité de planifier le prochain combat.
- L'équipe bleue choisit Karalexis pour affronter Sanchez.
- Diego Sanchez bat Alex Karalexis par soumission (étranglement arrière) à 1:47 du premier round.

### Épisode 5: "Délivré" (Un-Caged, 14 février 2005)
- Nathan Quarry se blesse à la cheville après que Couture ait atterri sur sa cheville lors d'une amenée au sol à l'entraînement.
- White décide de permettre aux combattants de passer une soirée au Hard Rock Cafe et de prendre quelques verres. Certains d'entre eux ont fini saouls.
- À 2h00, les combattants sont ivres et continuent de boire, et Josh Rafferty dit qu'il n'y a plus d'alcool dans la maison.
- Au bord de la piscine, Chris Leben dit quelque chose qui met en colère Bobby Southworth, puis Southworth traite Leben de « bâtard sans père », ce qui blesse fortement Leben. Cinq minutes plus tard, Southworth s'excuse auprès de Leben, mais ne semble pas sincère.
- Leben décide de dormir dehors pour rester à l'écart des autres combattants.
- À 3h30, Josh Koscheck et Southworth continuent de boire et décident ensuite de faire une farce à Leben, en l'aspergeant d'eau pendant qu'il dort. Cela réveille Leben et le pousse à se déchaîner en frappant la fenêtre de la porte d'entrée avec sa main gauche, ce qui lui coupa la peau. Leben frappe alors la porte de Forrest Griffin, la cassant en deux. Griffin dévoile plus tard qu'il y a des morceaux de la porte de la chambre dans son lit.
- Le lendemain, White raconte à Couture et Liddell ce qui s'est passé la nuit précédente entre Southworth, Koscheck et Leben. Les combattants sont ensuite amenés à expliquer ce qui s'est passé.
- White décide que la seule manière équitable de résoudre la situation est que Koscheck et Leben s'affrontent.

### Épisode 6: "Le Combat Est Lancé" (The Fight Is On, 21 février 2005)
- À la suite de l'épisode précédent, il n'y a pas de défi et White programme le combat entre les poids moyens Chris Leben et Josh Koscheck.
- Josh Koscheck bat Chris Leben par décision unanime après deux rounds.

### Épisode 7: "Ground And Pound" (Ground And Pound, 28 février 2005)
- Josh Rafferty est donné à l'Équipe Couture afin de rééquilibrer à nouveau les équipes.
- L'Équipe Couture remporte le défi des poids lourds-légers.
- Stephan Bonnar bat Bobby Southworth par décision partagée après 2 rounds.

### Épisode 8: "Sprawl & Baston" (Sprawl N Brawl, 7 mars 2005)
- Après son combat face Stephan Bonnar, Bobby Southworth et White se disputent à propos de l'attitude et du manque de respect de Southworth.
- Nathan Quarry est éliminé de la série en raison de sa blessure à la cheville. White demande à Quarry de rester comme entraîneur adjoint, ce qu'il accepte.
- Quarry choisit son remplaçant dans le salon des perdants, et il désigne Chris Leben.
- L'Équipe Couture remporte le défi des poids moyens.
- Diego Sanchez bat Josh Rafferty par soumission (étranglement arrière) à 1:48 du premier round.

### Épisode 9: "Coup Bas" (Low Blow, 14 mars 2005)
- Kenny Florian est donné à l'Équipe Couture afin de rééquilibrer à nouveau les équipes.
- L'Équipe Liddell remporte le premier défi des poids lourds-légers.
- Sam Hoger est accusé d'avoir volé des biens aux autres concurrents.
- Forrest Griffin bat Alex Schoenauer par soumission (coups de poing) à 1:20 du premier round.
- Au cours de son combat avec Schoenauer, Griffin reçoit un coup et se coupe au-dessus de son œil gauche. Les médecins pensent que c'est suffisamment grave pour l'empêcher de se battre à nouveau.

### Épisode 10: "Demi-Finale Des Poids Moyens #1" (Middleweight Semi-Final #1, 21 mars 2005)
- Forrest Griffin doit choisir un combattant lourd-léger pour revenir dans la maison au cas où il serait renvoyé chez lui. Il choisit Bobby Southworth, qui n'aura au final pas la chance de se battre, Griffin étant autorisé à combattre de nouveau.
- Kenny Florian bat Chris Leben par TKO (arrêt du médecin) à 3:11 du deuxième round.

### Épisode 11: "Demi-Finale Des Poids Moyens #2" (Middleweight Semi-Final #2, 28 mars 2005)
- Diego Sanchez bat Josh Koscheck par décision partagée après 3 rounds, bien qu'un juge ait donné les 3 rounds à Koscheck.

### Épisode 12: "Demi-Finales Des Poids Lourds Légers" (Light Heavyweight Semi-Finals, 4 avril 2005)
- Forrest Griffin bat Sam Hoger par TKO (coups de poing) à 1:05 du deuxième round.
- Stephan Bonnar a battu Mike Swick par soumission (bras-tête) à 4:58 du premier round.

## Tableau des poids lourds-légers
|  | Demi-finales    | Demi-finales   |                 |       | Finale | Finale |
|  | Demi-finales    | Demi-finales   |                 |       | Finale | Finale |
|  |                 |                |                 |       |        |        |
|  |                 |                |                 |       |        |        |
|  |                 |                |                 |       |        |        |
|  | Sam Hoger       | 2              |                 |       |        |        |
|  | Sam Hoger       | 2              |                 |       |        |        |
|  | Forrest Griffin | TKO            |                 |       |        |        |
|  | Forrest Griffin | TKO            | Forrest Griffin | DU    |        |        |
|  |                 |                | Forrest Griffin | DU    |        |        |
|  |                 | Stephan Bonnar | 3               |       |        |        |
|  | Stephan Bonnar  | Stephan Bonnar | 3               | Soum. |        |        |
|  | Stephan Bonnar  |                |                 | Soum. |        |        |
|  | Mike Swick      | 1              |                 |       |        |        |
|  | Mike Swick      | 1              |                 |       |        |        |

## Tableau des poids moyens
|  | Demi-finales  | Demi-finales  |               |     | Finale | Finale |
|  | Demi-finales  | Demi-finales  |               |     | Finale | Finale |
|  |               |               |               |     |        |        |
|  |               |               |               |     |        |        |
|  |               |               |               |     |        |        |
|  | Josh Koscheck | 3             |               |     |        |        |
|  | Josh Koscheck | 3             |               |     |        |        |
|  | Diego Sanchez | DP            |               |     |        |        |
|  | Diego Sanchez | DP            | Diego Sanchez | TKO |        |        |
|  |               |               | Diego Sanchez | TKO |        |        |
|  |               | Kenny Florian | 1             |     |        |        |
|  | Kenny Florian | Kenny Florian | 1             | TKO |        |        |
|  | Kenny Florian |               |               | TKO |        |        |
|  | Chris Leben*  | 2             |               |     |        |        |
|  | Chris Leben*  | 2             |               |     |        |        |

* Nathan Quarry devait affronter Kenny Florian mais une blessure l'a contraint à être remplacé par Chris Leben.
Légende
|       | Équipe Liddell    |
|       | Équipe Couture    |
| DU    | Décision unanime  |
| DP    | Décision partagée |
| Soum. | Soumission        |
| TKO   | KO technique      |

## The Ultimate Fighter 1 Finale
The Ultimate Fighter: Team Couture vs. Team Liddell Finale (diffusé à l'origine sous le nom de The Ultimate Fighter: Ultimate Finale, et également connu sous le nom de The Ultimate Fighter 1 Finale ) était un événement d'arts martiaux mixtes organisé par l'Ultimate Fighting Championship le 9 avril 2005. L'évènement comprenait notamment les finales poids lourds-légers et poids moyens du The Ultimate Fighter 1.
Même si le combat principal de l'événement était Rich Franklin contre Ken Shamrock, la vedette a été volée par la finale des lourds-légers entre Forrest Griffin et Stephan Bonnar. Salué par beaucoup comme l'un des plus grands combats de l'histoire du MMA, Forrest et Stephan ont délivré une guerre de 3 rounds. Bien que Griffin ait gagné à la décision, les deux combattants ont obtenu des contrats UFC pour leurs performances incroyables.
À l'origine, Tito Ortiz devait affronter Ken Shamrock pour un match revanche lors de cet événement. Cependant, Ortiz a quitté l'UFC peu de temps après l'UFC 51 en raison de différends contractuels.

### Résultats
| Catégorie           | Vainqueur           | Adversaire            | Méthode                                | Round | Temps | Notes |
| ------------------- | ------------------- | --------------------- | -------------------------------------- | ----- | ----- | --- |
| Carte Principale    |                     |                       |                                        |       |       | |
| Poids lourds-légers | Rich Franklin       | Ken Shamrock          | TKO (coups de poing)                   | 1     | 2:42  | |
| Poids lourds-légers | Forrest Griffin     | Stephan Bonnar        | Décision unanime (29–28, 29–28, 29–28) | 3     | 5:00  | Forrest Griffin devient le premier vainqueur du The Ultimate Fighter chez les poids lourds-légers.          |
| Poids moyens        | Diego Sanchez       | Kenny Florian         | TKO (coups de poing)                   | 1     | 2:49  | Diego Sanchez devient le premier combattant de l'histoire à remporter une finale d'un The Ultimate Fighter. |
| Carte Préliminaire  |                     |                       |                                        |       |       | |
| Poids lourds-légers | Sam Hoger (en)      | Bobby Southworth (en) | Décision unanime (29-28, 29-28, 30-28) | 3     | 5:00  | |
| Poids moyens        | Chris Leben         | Jason Thacker         | TKO (coups de poing)                   | 1     | 1:35  | |
| Poids moyens        | Josh Koscheck       | Chris Sanford (en)    | KO (coup de poing)                     | 1     | 4:21  | |
| Poids moyens        | Nathan Quarry (en)  | Lodune Sincaid (en)   | TKO (coups de poing)                   | 1     | 3:17  | |
| Poids moyens        | Mike Swick (en)     | Alex Schoenauer       | KO (coup de poing)                     | 1     | 0:20  | |
| Poids moyens        | Alex Karalexis (es) | Josh Rafferty         | TKO (coups de poing)                   | 1     | 1:40  | |

## Combat des entraîneurs
L'UFC 52 : Couture vs. Liddell 2 a eu lieu le 16 avril 2005 à Paradise, au Nevada.
| Catégorie           | Vainqueur     | Adversaire        | Méthode             | Round | Temps | Notes                                           |
| ------------------- | ------------- | ----------------- | ------------------- | ----- | ----- | ----------------------------------------------- |
| Carte Principale    |               |                   |                     |       |       |                                                 |
| Poids lourds-légers | Chuck Liddell | Randy Couture (c) | KO (coups de poing) | 1     | 2:06  | Pour le titre des poids lourds-légers de l'UFC. |